# Dicranota (Dicranota) clementi
Dicranota (Dicranota) clementi is een tweevleugelige uit de familie Pediciidae. De soort komt voor in het Nearctisch gebied.